# Resolució 93 del Consell de Seguretat de les Nacions Unides
La Resolució 93 del Consell de Seguretat de les Nacions Unides, aprovada el 18 de maig de 1951, després d'escoltar un informe del Cap d'Estat Major de l'Organisme de les Nacions Unides per la Vigilància de la Treva a Palestina, els representants d'Egipte i Israel, així com una determinació de la Comissió d'Armistici Mixt Egipte-Israel que va determinar que un "atac preestablert i planificat ordenat per les autoritats d'Israel" va ser "comès per forces regulars d'exèrcit d'Israel contra l'exèrcit regular egipci" a la Franja de Gaza el 28 de febrer de 1951. El Consell va condemnar aquest atac com una violació de les previsions de l'alto el foc de la Resolució 54 del Consell de Seguretat de les Nacions Unides i que és incompatible amb les obligacions de les parts en virtut de l'Acord General d'Armistici entre Egipte i Israel i la Carta de les Nacions Unides. El Consell demana novament a Israel que adopti totes les mesures necessàries per evitar aquests actes i expressa la seva convicció que el manteniment de l'Acord d'Armistici General està amenaçat per una violació deliberada d'aquest i que cap progrés cap al retorn de la pau a Palestina es pot fer fins que ambdues parts compleixen estrictament amb llurs obligacions.
La resolució es va aprovar amb deu vots; la Unió Soviètica es va abstenir.